# 稲田 (長野市)
稲田（いなだ）は、長野県長野市の北東部の地区。住居表示実施済みで一 - 四丁目まである。郵便番号は381-0042。
全域が長野市役所若槻支所の管内である。

## 概要
地区の南端を浅川が流れ、北端を新田川が流れる。南東の隅にしなの鉄道北しなの線が走り、三・四丁目の境を成す。北部に北部幹線が東西に通り、西部を若槻大通り・長野県道60号長野荒瀬原線（旧北国街道）、東部を市道東豊線が南北に貫く。周囲は以下の大字・町丁と接する。

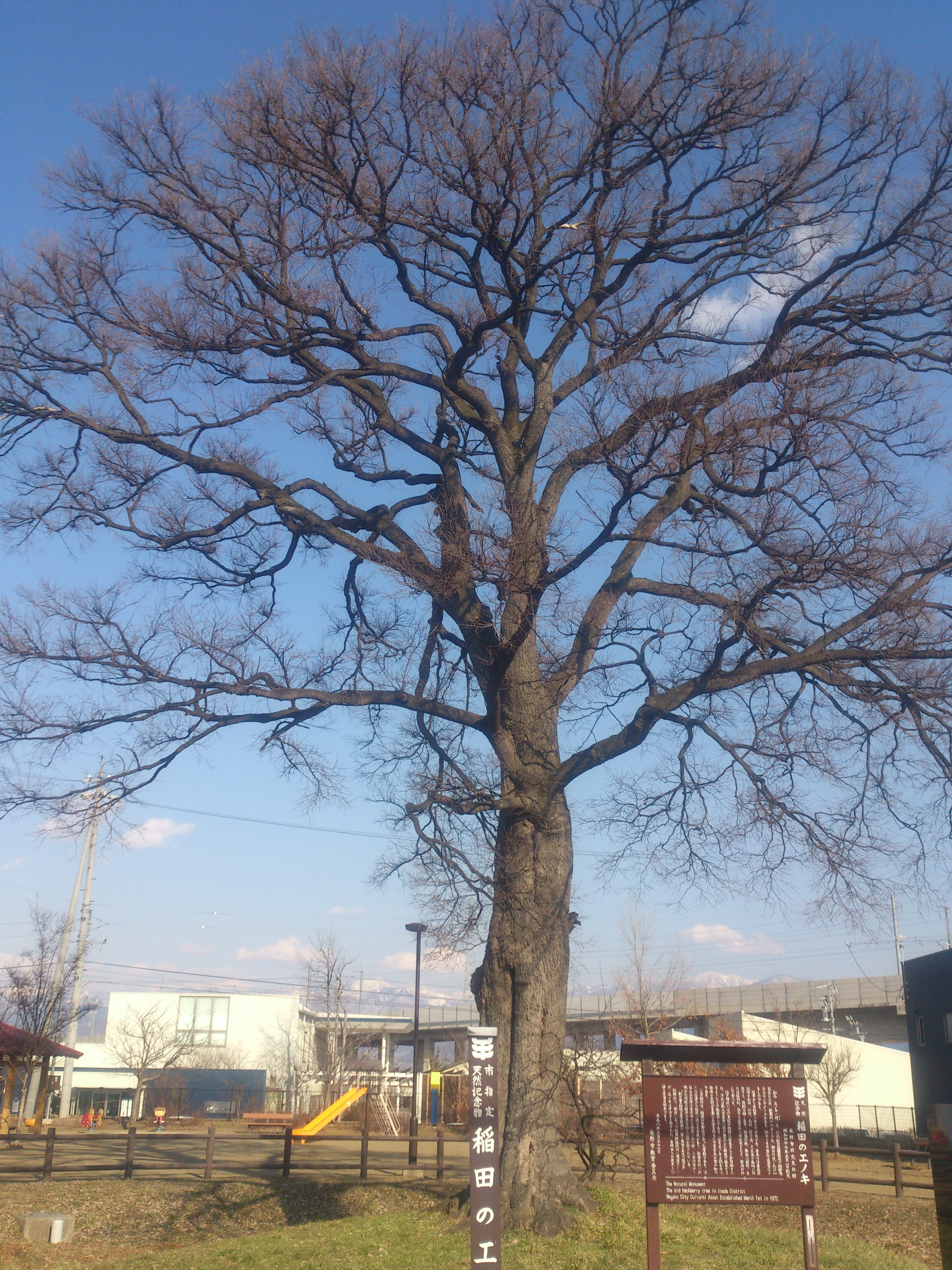
旧東山道ゆかりの「稲田のエノキ」（稲田三丁目）

若槻大通り・北部幹線（サンロード）・東豊線の3本の幹線道路が通り、地区内には鉄道駅こそないものの多くの路線バスが走っており、交通の便はよい。土地区画整理事業も進み、長野市の近郊住宅地として発展している。若槻大通り・北部幹線（サンロード）沿いにはロードサイド店舗が軒を連ねる。
もとは稲作・畑作地帯であり、前身の稲積（古くは稲住とも書いた）という地名は稲作が盛んであったことが由来であるという。1604年（慶長9年）には村内東部を通る東山道の支道が北国街道に指定され、村内には一里塚（稲積一里塚）が築かれた。この一里塚は、北塚・南塚の2基双方が完全な形で残っている貴重な史跡である。なお、北国街道はその後1611年（慶長16年）、村内西部の、現在の長野県道60号長野荒瀬原線（旧道）の道筋に移った。
地名の由来は、前身の稲積村・山田村が1875年（明治8年）に合併した際に両村名から1字ずつ採った合成地名。
地区内の人口および世帯数は以下の通り（令和5年3月1日現在）。
|            | 世帯数    | 人口    |
| ---------- | --------- | ------- |
| 稲田一丁目 | 545世帯   | 1,250人 |
| 稲田二丁目 | 1029世帯  | 2,403人 |
| 稲田三丁目 | 730世帯   | 1,838人 |
| 稲田四丁目 | 179世帯   | 453人   |
|            |           |         |
| 計         | 2,483世帯 | 5,944人 |

### 沿革
現在の稲田地区の範囲は、概ね旧上水内郡稲田村の範囲に相当する。
旧稲田村の歴史
- 江戸時代 - 前身の上稲積村・下稲積村（郷帳上2ヶ村に分かれていたが、宿駅としては一村として扱われていた）は松代藩領、山田村は川中島藩領を経て松代藩領であった
- 1604年（慶長9年） - 徳川秀忠の命で一里塚が築かれ、稲積村に北国街道稲積一里塚が置かれる
- 1611年（慶長16年）9月 - 北国街道の道筋が変わり、稲積一里塚から外れる
- 1774年（安永3年） - 山田村、稲積宿の助郷となり、人馬継立の役務を担う
- 1873年（明治6年） - 上稲積村と下稲積村が合併し、水内郡稲積村となる
- 1875年（明治8年） - 水内郡稲積村・山田村が合併し、同郡稲田村となる
- 1876年（明治9年）12月 - 水内郡稲田村、同郡西条村の稲蔵地区を編入
- 1879年（明治12年）1月4日 - 郡区町村編制法施行。稲田村は上水内郡に属する
- 1889年（明治22年）4月1日 - 上水内郡稲田村、同郡檀田村・徳間村・上野村・吉村・田子村・東条村・西条村と合併し、若槻村となる
- 1954年（昭和29年）4月1日 - 上水内郡若槻村、同郡朝陽村・古里村・柳原村・浅川村・長沼村・安茂里村・小田切村・芋井村・大豆島村とともに長野市に編入。旧稲田村域は大字稲田となる

長野市稲田の歴史
- 1967年（昭和42年）11月1日 - 「稲積一里塚」が長野市指定史跡となる
- 1972年（昭和47年）3月1日 - 「稲田のエノキ」が長野市指定天然記念物となる
- 1987年（昭和62年）11月1日 - 住居表示施行。大字稲田の一部が、稲田一丁目となる
- 1996年度（平成8年度） - 稲田南土地区画整理事業が始まる。現在の稲田二丁目南東部から稲田三丁目南部にかけての約23.5ha
- 2004年（平成16年）8月30日 - 住居表示施行。大字稲田の全域が、稲田二・三・四丁目となる。これにより、稲田地区全域で住居表示が施行される
- 2005年度（平成17年度） - 稲田南土地区画整理事業が完了

## 交通

### 路線バス
地区内の若槻大通り・旧北国街道・北部幹線（サンロード）などを長電バス・ぐるりん号の以下の路線系統が走っている。
- 長電バス
  - 1 長野駅 - 東長野病院
  - 2 長野駅 - 三才駅 - 柳原
  - 3 浅川西条 - 三才駅 - 市民病院
  - 4 長野駅 - 檀田 - 三才駅 - 柳原
  - 12 長野駅 - 牟礼
- ぐるりん号
  - 東北ぐるりん号

## 施設

### 稲田一丁目
- 長野銀行 若槻支店
- スバル信州 稲田店
- 平安堂 若槻店
- 稲田神社
  - 稲田公民館
- 平和観光タクシー 若槻営業所
- 長野信用金庫 若槻支店
- 八十二銀行 浅川若槻支店
- 長野法律高度専門学校

### 稲田二丁目
- 中の池
- AOKI 若槻店

### 稲田三丁目
- 稲田エノキ公園
  - 「稲田のエノキ」 - 長野市指定天然記念物[3]
- 湯あそびひろば ぶらっと
- 一里塚公園
  - 「稲積一里塚」 - 長野市指定史跡[4]